# نادر أباد (تشالدران)
نادر أباد (بالفارسية: نادرآباد) هي قرية تقع في أذربيجان الغربية في إيران. يقدر عدد سكانها بـ 55 نسمة .